# Bahnhofstrasse (Lenzburg)

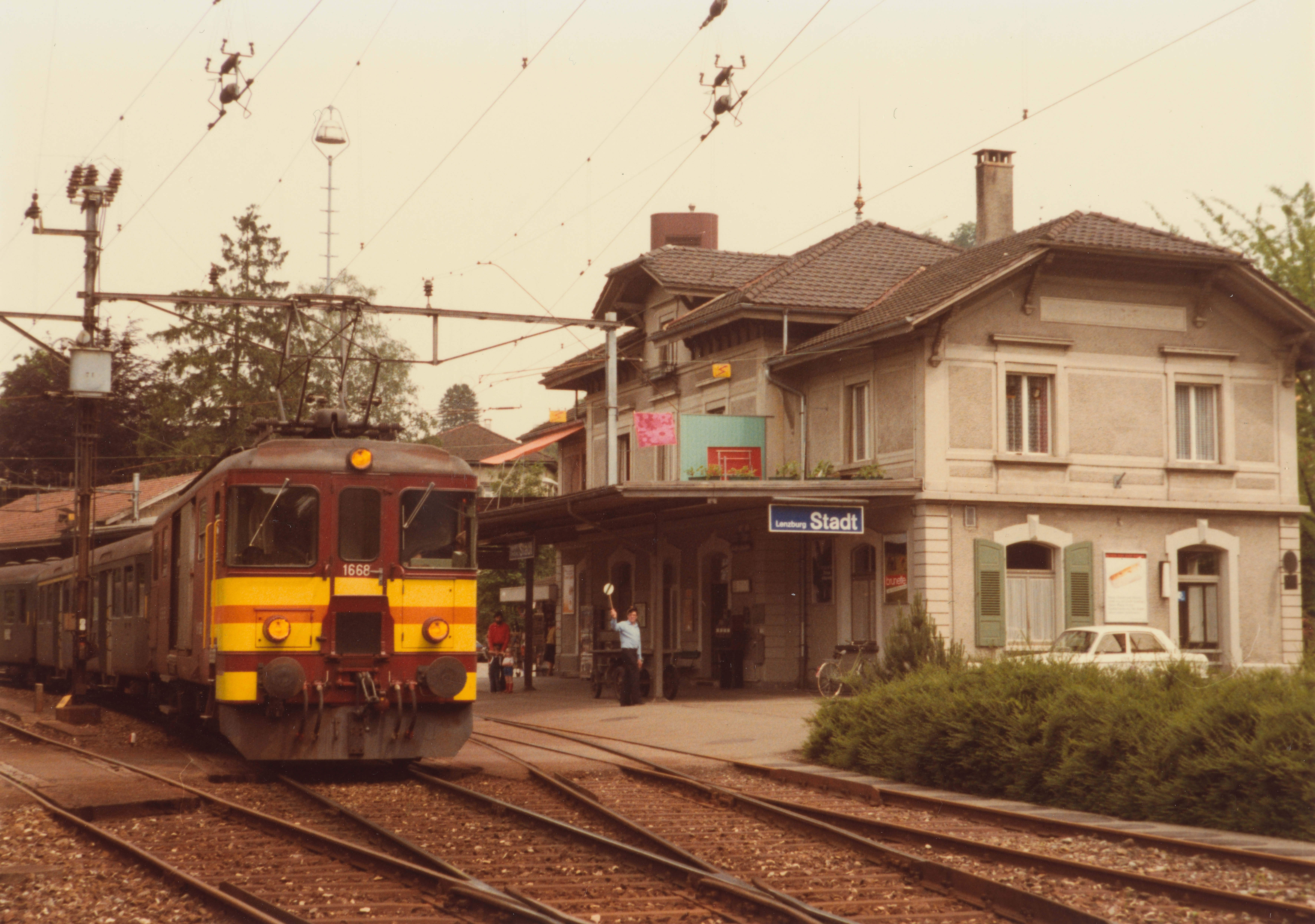
Bahnhof "Lenzburg Stadt" in ca. 1990 noch am Südende

Die Bahnhofstrasse in Lenzburg ist die knapp 800 m lange, zentrale Verkehrsachse zwischen dem Bahnhof Lenzburg und der Altstadt. Sie hatte zunächst nur die Zubringerfunktion zum Bahnhof inne, sich mit der Entwicklung des westlich vom Bahnhof gelegenen Siedlungs- und Gewerberaums zu einer wichtigen Ost-West-Verbindungsstrasse entwickelt.

## Geschichte
Die Bahnhofstrasse wurde nach Bau des Bahnhofs um 1874 zunächst als bombierte Kiesstrasse errichtet. Die Topographische Karte der Schweiz (Dufourkarte) zeigt sie seit ihrer Ausgabe im Jahr 1876. Zu dieser Zeit gab es noch keine Bebauung an ihren Strassenrändern. Seitlich griffen Gräben das Regenwasser ab und leiteten dieses in den Aabach, der im östlichen Teil mit Eisenfachwerk-Konstruktion überbrückt wurde. Mit dem aufkommenden Automobilverkehr wurde die Strasse mit einem einfachen Spritzbelag «staubfrei» gemacht.
Der einfache Aufbau des Strassenquerschnitts verursachte einen nicht zu rechtfertigenden Unterhaltsaufwand. Daher entschied man sich 1947 für eine Verbreiterung von ursprünglich 5 m auf 7 m und beidseitige Gehwege von jeweils 2,5 m und eine Komplettsanierung mit zeitgemässem Unterbau sowie Kanalisation. Die Bauausführung oblag der Firma Walo Bertschinger.
Für 2020/2021 war auf 355 m zwischen Kreisel Augustin-Keller-Strasse und der sogenannten Kernumfahrung bei einer Bauzeit von ca. 10 Monaten die Erneuerung mit Rückbau zu einer Tempo-30-Zone sowie der Reduzierung der Strassenbreite vorgesehen. Baubeginn war aber erst im April 2023. Gleichzeitig wird die Belastungsklasse auf T4 (Schweiz) erhöht, das Bk10 (Deutschland) gemäss der Klasseneinteilung entspricht. 2018 verkehrten ca. 110 Lastkraftwagen pro Tag und Richtung. Erst bei 1000 LKW würde eine Ertüchtigung auf T5 (äquivalent Bk32) notwendig, von dem bei dem vorgesehenen Umbau abgesehen wird.

## Lage und Beschreibung
Die Bahnhofstrasse beginnt am Bahnhof. Sie trennt die Gleisanlage des als Keilbahnhof gestalteten Gleisplans zwischen den Bahnstrecken der Heitersbergstrecke, der Aargauischen Südbahn sowie der Strecke Zofingen–Wettingen nördlich der Strasse einerseits und der Seetalbahn auf der südlichen Seite andererseits. Sie setzt sich gen Westen noch ein Stück weit fort, kreuzt das Gleis der Seetalbahn und endet auf einem betriebseigenen Parkplatz der SBB in Höhe des Postgebäudes.
Vom Bahnhof aus ist die Bahnhofstrasse östlich ausgerichtet. Sie quert zunächst den Busbahnhof, der beginnend Ende 2020 in den nächsten acht Jahren zusammen mit dem Bahnhof umgestaltet werden sollte, die Arbeiten wurden im März 2024 begonnen. Nach dem Umbau wird die Bahnhofstrasse von der Seetalbahn bereits vor Erreichen des Empfangsgebäudes gekreuzt, weil die Architektur als Keilbahnhof verschwinden wird. Der Busbahnhof schliesst mit der Augustin-Keller-Strasse ab, die in die Bahnhofstrasse mit einem kleinen Kreisverkehr mündet. Ab dieser Stelle fällt das Gelände zum Aabach hin mit einem durchschnittlichen Gefälle von 30 ‰ ab und tendiert etwas südlicher. Beide Strassenseiten sind teils mit öffentlichen Gebäuden wie beispielsweise der Raiffeisenbank (Hausnummer 41) oder der Katholischen Pfarrei (Nr. 23) bebaut. In der zweiten Hälfte des Abschnittes zum Aabach hin gibt es ferner ein Ärztehaus (Nr. 24) und mehrere private Arbeitsvermittlungsagenturen.
Etwa 40 m vor der Kernumfahrung, die seit 2000 die Altstadt vom Durchgangsverkehr der Hauptstrasse 1 und 26 entlastet, wird der Aabach gequert. Die alte Brücke aus der Anfangszeit hielt 1981 den Belastungen nicht mehr stand und brach teilweise ein. Sie wurde notdürftig repariert, aber erst mit dem Bau der Kernumfahrung ersetzt. Die Kernumfahrung verläuft hier auf der alten Trasse der Verlängerung der Seetalbahn nach Wildegg und kreuzt die Bahnhofstrasse in einem relativ spitzen Winkel. Um den Verkehrsfluss auf die Kernumfahrung zu erleichtern, wurde die Bahnhofstrasse an dieser Stelle etwas verschwenkt. Fussgänger und Velofahrer haben eine grosszügig gestaltete Unterführung erhalten, um die Kernumfahrung kreuzungsfrei passieren zu können.
Hinter dem Aabach geht die Strasse wieder leicht bergan. Nach dem Kreuzungsbereich befindet sich auf der rechten Strassenseite seit den frühen 1980er Jahren das von Migros betriebene Einkaufszentrum Müli Märt (Nr. 5) und danach der Lenzhof (Nr. 3) sowie auf der gegenüberliegenden Strassenseite das Swisshaus (Nr. 4) und die Hypothekarbank Lenzburg (Nr. 2). Der Kreuzungspunkt mit der Poststrasse nennt sich Hypiplatz. Diese Destination ist neben dem Bahnhof die wichtigste innerstädtische Bushaltestelle von Lenzburg. In Fortsetzung der Bahnhofstrasse befindet sich die Torgasse, die durch das noch erhaltene Stadttor führt und sich danach als Rathausgasse fortsetzt.